# خوان پروتی
خوان پروتی (انگلیسی: Juan Perotti؛ زادهٔ ۱۲ ژانویهٔ ۱۹۹۲) بازیکن فوتبال اهل آرژانتین است.
از باشگاه‌هایی که در آن بازی کرده‌است می‌توان به باشگاه فوتبال استودیانتس اشاره کرد.